# Брандтнер, Людвиг Карлович
Людвиг Карлович Брандтнер (Ludwig Brandtner; около 1853 — 14 (26) мая 1879) — деятель революционного движения, народник.

## Биография
Прусский подданный. Учился в 3-й Харьковской гимназии, Харьковском ветеринарном институте (не окончил). В 1874 году принял участие в народническом кружке С. Ковалика. В 1875 году арестован. На «процессе 193-х» оправдан, однако предан под негласный полицейский надзор. В 1876 году задержан по подозрению в распространении социалистической пропаганды среди железнодорожников. Отданный на поруки, перешёл на нелегальное положение. Принадлежал к кругу «Исполнительного комитета Русской социально-революционной партии».
11 (23) февраля 1879 года в киевской квартире на Жилянской улице оказал вооружённое сопротивление жандармам, был тяжело ранен. 4 (16) мая того же года военно-окружной суд приговорил его к смертной казни (император Александр II заменил первоначально определённый расстрел повешением). Казнён вместе с В. Осинским и В. Свириденко (псевдоним Антонов) в Киеве на пустыре за тюрьмой (ныне Древлянская площадь на пересечении улиц Дегтярёвской и Древлянской). Тела казнённых были похоронены у подножия эшафота